# 용골자리 세타
용골자리 세타(θ Car / θ Carinae)는 용골자리 방향으로 지구로부터 약 439광년 떨어진 곳에 있는 항성이다. 세타는 산개 성단 IC 2602 내에서 가장 밝은 별이며, 용골자리 내 다이아몬드 십자가의 북동쪽 끝에 자리잡고 있다. 용골자리 세타는 바토즈 포스테리어로도 불리는데, 이 이름은 고대 노르드어 바튼(vatn, 물)과 라틴어 호리존트(horizont, 지평선)가 합쳐진 것으로 보인다. 구체적 의미는 '(아르고) 강물 위를 흘러가는 (별)'이다.
용골자리 세타는 중심핵에서 수소 핵융합 작용을 통해 헬륨을 축적하는 단계에 있는 주계열성으로, 태양보다 무겁고 훨씬 더 밝은 B형 주계열성이다.

## 참고 문헌
- (영어) “HD 93030 -- Star in Cluster”. 《SIMBAD Astronomical Database》. 2007년 2월 1일에 확인함.
- (영어) Southern Sky Photos